# James Bond-spel
James Bond-spel är spel som delvis bygger på den fiktiva rollpersonen James Bond.

## Lista över bräd- och kortspel
| Titel                                             | År   | Förläggare                 | Utvecklare                                                              |
| James Bond Secret Agent 007 Game                  | 1964 | Milton Bradley             | Milton Bradley                                                          |
| Thunderball                                       | 1965 | Milton Bradley             | Milton Bradley                                                          |
| James Bond 007                                    | 1966 | Jumbo games                | S.A. J.E.U., Frankrike / Hausemann & Hötte nv, Amsterdam, Nederländerna |
| Goldfinger                                        | 1966 | Milton Bradley             | Milton Bradley                                                          |
| James Bond 007 Card Game                          | 1966 | Milton Bradley             | Milton Bradley                                                          |
| Reel To Reel Picture Show – 007 Movie Trivia Game | 1995 | Daisy Reel Productions Inc | Daisy Reel Productions Inc                                              |
| Monopoly, Ultimate James Bond Collector's Edition |      |                            |                                                                         |
| James Bond 007: The Man With The Golden Gun       |      | Victory Games Inc.         | Victory Games Inc.                                                      |
| James Bond 007: Dr. No                            |      | Victory Games Inc.         | Victory Games Inc.                                                      |
| James Bond 007: Goldfinger                        |      | Victory Games Inc.         | Victory Games Inc.                                                      |
| James Bond 007: Assault!                          |      | Victory Games Inc.         | Victory Games Inc.                                                      |

## Lista över datorspel
| Titel                            | År   | Utgivare        | Utvecklare                                                   | Format |
| James Bond 007                   | 1983 | Parker Brothers | Parker Brothers                                              | Atari 2600, Atari 5200, Commodore 64, Colecovision                                                                     |
| James Bond 007: A View to a Kill | 1985 | Mindscape       | Angelsoft, Inc                                               | Apple II, DOS |
| A View to a Kill                 | 1985 | Domark          | Domark                                                       | Commodore 64, MSX, ZX Spectrum, Amstrad CPC                                                                            |
| James Bond 007: Goldfinger       | 1986 | Mindscape Inc   | Angelsoft, Inc                                               | Apple II, PC Booter |
| The Living Daylights             | 1986 | Domark          | Sculptured Software                                          | Commodore 64, MSX, ZX Spectrum                                                                                         |
| Live and Let Die                 | 1988 | Mindscape       | Elite Systems                                                | Amiga, Atari ST, Commodore 64, ZX Spectrum                                                                             |
| 007: Licence to Kill             | 1989 | Domark          | Quixel                                                       | Amiga, Atari ST, Commodore 64, MS-DOS, MSX, ZX Spectrum                                                                |
| The Spy Who Loved Me             | 1990 | Domark          | Domark                                                       | Amiga, Commodore 64, MS-DOS, ZX Spectrum                                                                               |
| James Bond: The Stealth Affair   | 1990 | Interplay       | Delphine Software                                            | Amiga, Atari ST, MS-DOS                                                                                                |
| James Bond Junior                | 1992 | THQ             | Grey Matter                                                  | Amiga, Atari ST, Commodore 64, MS-DOS, Nintendo Entertainment System, Super Nintendo Entertainment System, ZX Spectrum |
| James Bond: The Duel             | 1993 | Domark          | Domark                                                       | Sega Master System, Sega Mega Drive                                                                                    |
| Goldeneye 007                    | 1997 | Nintendo        | Rare                                                         | Nintendo 64 |
| James Bond 007                   | 1998 | Nintendo        | Saffire Inc.                                                 | Game Boy |
| Tomorrow Never Dies              | 1999 | Electronic Arts | Black Ops Entertainment                                      | Playstation |
| The World Is Not Enough          | 2000 | Electronic Arts | Eurocom (Nintendo 64), Black Ops Entertainment (Playstation) | Nintendo 64, Playstation                                                                                               |
| 007 Racing                       | 2000 | Electronic Arts | Eutechnyx                                                    | Playstation |
| Agent Under Fire                 | 2001 | Electronic Arts | Electronic Arts                                              | Gamecube, Playstation 2, Xbox                                                                                          |
| Nightfire                        | 2002 | Electronic Arts | Eurocom                                                      | Gamecube, Playstation 2, Xbox, Game Boy Advance, Microsoft Windows                                                     |
| Everything or Nothing            | 2004 | Electronic Arts | Electronic Arts                                              | Gamecube, Playstation 2, Xbox, Game Boy Advance                                                                        |
| Goldeneye: Rogue Agent           | 2004 | Electronic Arts | Electronic Arts                                              | Gamecube, Playstation 2, Xbox, Nintendo DS                                                                             |
| From Russia with Love            | 2005 | Electronic Arts | Electronic Arts                                              | Gamecube, Playstation 2, Xbox, Playstation Portable                                                                    |
| Quantum of Solace                | 2008 | Activision      | Treyarch                                                     | Playstation 2, Playstation 3, Xbox 360, Wii, Windows Vista, Nintendo DS                                                |
| Goldeneye 007                    | 2010 | Activision      | Eurocom, n-Space                                             | Wii, Nintendo DS, Playstation 3, Xbox 360                                                                              |
| Blood Stone                      | 2010 | Activision      | Bizarre Creations                                            | Playstation 3, Xbox 360, Nintendo DS, Microsoft Windows                                                                |
| 007 Legends                      | 2012 | Activision      | Eurocom                                                      | Playstation 3, Xbox 360, Wii U, Microsoft Windows                                                                      |
| 007 First Light                  | 2026 | IO Interactive  | IO Interactive                                               | Microsoft Windows, Nintendo Switch 2, Playstation 5, Xbox Series X och Series S                                        |